# 신현탁
신현탁(申鉉卓, 1980년 3월 21일 ~ 현재)은 대한민국의 배우이다.

## 학력
- 충암고등학교
- 동아방송예술대학교 공연예술계열 연극전공

## 출연 작품

### 영화
- 2022년  《통영에서의 하루》 - 평재 역
- 2021년  《라이브 하드》 - 악기점 주인 역
- 2019년  《진범》 - 이민재 형사 역
- 2017년  《군함도》- 어부 역
- 2015년  《여자전쟁 -떠도는 눈》- 불여우 84 역
- 2015년  《세상끝의 사랑》
- 2015년  《개: dog eat dog》- 최태수 역
- 2014년  《피끓는 청춘》- 만철 역
- 2014년  《또 하나의 약속》- 경찰 1역
- 2014년  《아빠를 빌려드립니다》- 신찌라시 역
- 2013년  《누구나 제 명에 죽고싶다》- 콩새 역
- 2012년  《간기남》- 아들뻘 남 역
- 2010년  《포화 속으로》- 달영 역
- 2009년  《내 눈에 콩깍지》- 민수 역
- 2009년  《헬로우 마이 러브》
- 2009년  《슬픔보다 더 슬픈 이야기》- 민철 역
- 2008년  《소풍》- 지현기 역
- 2008년  《아버지와 아들》- 아들 역
- 2008년  《님은 먼 곳에》- 철식 역
- 2007년  《GP506》- 정 이병 역
- 2006년  《Mr. 로빈 꼬시기》 - 민주 역
- 2006년  《구타유발자들》- 원룡 역
- 2006년  《싸움의 기술》- 악어 역
- 2005년  《종려나무 숲》- 꼽추 역
- 2004년  《내 머리 속의 지우개》- 노가다 3 역
- 2004년  《나두야 간다》- 자해 공갈 3역
- 2003년  《동해물과 백두산이》- 진만 역
- 2002년  《몽정기》- 천수 역

### TV 드라마
- 2021년 KBS1 《국가대표 와이프》 - 강석구 역
- 2015년 TV조선 & tvN 《위대한 이야기 - 이산가족 이야기 (TV조선) / 놓지 말자 정신줄 (tvN)》
- 2014년 KBS2 《하이스쿨 러브온》- 강기수 역
- 2014년 JTBC 《유나의 거리》- 임동호 역
- 2013년 KBS2 《삼생이》- 석창식 역
- 2011년 JTBC 《발효가족》- 성진 역
- 2010년 MBC 《런닝, 구》- 신기록 역
- 2007년 SBS 《마녀유희》- 민성 역
- 2006년 MBC 《오버 더 레인보우》- 오영달 역
- 2006년 KBS1 《서울 1945》- 정돌이 역
- 2005년 SBS 《건빵선생과 별사탕》- 박만창 역
- 2004년 MBC 《조선에서 왔소이다》- 현탁파 보스 역
- 2005년 SBS 《들꽃》- 이진섭 역
- 2003년 SBS 《애정만세》- 이명준 역
- 1998년 KBS2 《거짓말》- 이형민 역

### 연극
- 2000년 《초분》